# Reynaldo López (beisbolista)
Reynaldo Starling López (San Pedro de Macorís, República Dominicana, 4 de enero de 1994), más conocido como Reynaldo López, es un jugador profesional dominicano de béisbol que se desempeña en la posición de lanzador en Atlanta Braves, equipo de las Grandes Ligas de Béisbol (MLB).

## Carrera
López hizo su debut en la MLB con el equipo Washington Nationals, en el cual jugó una temporada (2016), después pasó a Chicago White Sox (2017-2023), luego a Los Angeles Angels (2023), posteriormente a Cleveland Guardians (2023), y finalmente, a Atlanta Braves, donde lleva jugando una temporada.